# Joseph Finder
Joseph Finder, född av judiska föräldrar i Chicago den 6 oktober 1958, är en amerikansk thrillerförfattare. Finder bedrev rysslandstudier vid Yale-universitetet och erhöll 1984 sitt MA från Harvards Centrum för ryska studier.  Han är även f.d. underrättelseofficer. Finder bor numera i Boston.